# Eva Cox
Eva Cox (née le 21 février 1938) est une écrivaine, sociologue et militante féministe australienne. Elle veut rendre la société plus "civile" . Elle fait partie du groupe Women's Electoral Lobby (en) (WEL) depuis longtemps et s'intéresse aux possibilités d'une comptabilité des entreprises qui serait plus sociale et éthique. 

## Biographie
Eva Maria Hauser est née de parents juifs à Vienne (Autriche) en 1938, moins de 3 semaines avant l’Anschluss (12 mars 1938) qui a laissé sa famille apatride. L’année suivante, elle part avec sa mère Ruth, étudiante en dernière année de médecine, en Angleterre, où elle passe la guerre avec le statut de sujet d’un pays ennemi. Son père, Richard Hauser, rejoint l’armée britannique en Palestine mandataire alors que ses grands-parents et d’autres membres de sa famille partent se réfugier à Sydney. Après la guerre, son père travaille pour l'Agence des Nations Unies pour les réfugiés à Rome, où Éva Cox continua sa scolarité pendant 2 ans avant de rejoindre la famille lointaine de sa mère à Sydney en 1948.
Deux ans après son arrivée à Sydney, son père commence à fréquenter la pianiste Hephzibah Menuhin, qui est alors mariée à un éleveur australien, Lindsay Nicholas. Son père et H. Menuhin divorcent pour se remarier. H. Menuhin devient donc la belle-mère d'Éva Cox. Celle-ci poursuit des études à l’Université de Sydney de 1956 à 1957, où elle devint associée avec le Sydney Push (en). Elle choisit de quitter l’université afin de voyager en Europe, où elle se marie. En 1964, elle met au monde une fille prénommé Rébecca.

## Carrière
Éva Cox retourne en Australie afin d’étudier en tant que mère célibataire, au début des années 1970. Elle reçoit son diplôme avec les félicitations du doyen en Sociologie de l’Université de Nouvelle-Galles du Sud (UNSW) en 1974, et devient chargée de travaux dirigés et consultante en recherche dans la même université. Dans les années 1970, elle devient une porte-parole du WEL.
Elle devient membre du magazine féministe Refractory Girl pendant les années 1980, en plus de son militantisme pacifiste et féministe.  
En 1981 et 1982, elle est conseillère des services sociaux pour le sénateur Don Grimes, qui fait partie de l’opposition fédérale. En 1989, elle fonde une entreprise de consultants, Distaff Associates, et donne des conférences de 1994 jusque 2007 à l'université technologique de Sydney, où elle finit en tant que directrice de programme des enquêtes sociales.

## Distinctions
Éva Cox est nommée administratrice (AO) de l’Ordre d'Australie en 1995 pour son dévouement au droit des femmes  ; et elle est nommée Humaniste de l’année en 1997 par le Conseil Australien des Sciences Humaines.
En 2011, elle reçoit un Australia Post Legends Award et un timbre paraît à son effigie. Il fait partie d’une série de quatre timbres honorant les femmes qui ont fait avancer l’égalité— les trois autres étant  Germaine Greer, Elizabeth Evatt (en) et Anne Summers,.

## Vie privée
C’est seulement après s’être installée en Australie qu’Eva Cox se rendit compte de ses racines juives et de la communauté juive. Elle est agnostique et humaniste.[réf. nécessaire] Selon son profil Twitter en mars 2014, elle vit à Sydney et cherche à « rendre la société dans laquelle nous vivons plus civile, avec un féminisme de l’égalité et de l’équité, et donnant moins d’importance à l’économie matérialiste. » Sur son site, elle se considère comme une "droguée de politique" et explique sa passion militante en disant : « Mon père avait l’habitude de m’embarrasser en demandant à mes amis adolescents et moi ce que nous avions fait dans la journée pour sauver le monde, donc c’est peut être le facteur génétique qui me pousse à essayer de réparer les choses injustes. »  